# Diospyros lissocarpoides
Diospyros lissocarpoides är en tvåhjärtbladig växtart som beskrevs av Noel Yvri Sandwith. Diospyros lissocarpoides ingår i släktet Diospyros och familjen Ebenaceae. Inga underarter finns listade i Catalogue of Life.